# 8e étape du Tour d'Italie 2019
Pour un article plus général, voir Tour d'Italie 2019.
La 8e étape du Tour d'Italie 2019 se déroule le samedi 18 mai 2019, entre Tortoreto Lido et Pesaro, sur une distance de 235 km.

## Parcours
Cette huitième étape entre les villes de Tortoreto Lido et Pesaro est la plus longue avec 239 km. Elle est tracée en bord de mer puis les coureurs enchaînent plusieurs montées et après le Monte Gabicce, une dernière descente mène jusqu'à 3 km de l'arrivée. Un attaquant pourrait s'y imposer à moins que l'étape ne se termine par un sprint.

## Déroulement de la course
164 coureurs sont au départ de la 8e étape. Le peloton passe le kilomètre 0 à 11 h 24 et Marco Frapporti, Nathan Brown et Damiano Cima sortent du peloton dès le départ. Ils comptent 3 minutes d'avance après 20 km de course lorsque Brown se relève. Après 40 km, l'écart semble se stabiliser sous les 5 minutes. Les équipiers d'Arnaud Démare et du maillot cyclamen Pascal Ackermann contrôlent l'écart autour de 5 minutes 40 lorsqu'il reste 150 km à parcourir. Le sprint intermédiaire est remporté par Cima devant Frappori et dans le peloton, Arnaud Démare passe devant Pascal Ackermann.
À 100 kilomètres de l'arrivée, l'équipe Lotto-Soudal remplace Groupama-FDJ au côté de Bora-Hansgrohe en tête de peloton. Cette fois-ci, lors du second sprint intermédiaire, Frapporti bat Cima et remporte 3 secondes de bonifications. Dans la première ascension du jour, Frapporti passe en tête. Dans le peloton Thomas De Gendt augmente l'allure et l'écart est réduit à 1 minutes 40. Marco Frapporti a moins de 10 secondes d'avance sur le peloton à 38 km de l'arrivée. Dans la deuxième ascension du jour, Giulio Ciccone sort derrière le dernier homme de tête mais les deux hommes se font reprendre. Louis Vervaeke accélère dans le final de l'ascension de Gabicce Monte avec Ciccone et François Bidard. À 10 km de l'arrivée, les hommes de tête ne comptent plus que 17 secondes et à 6,5 km, ils sont repris pas le peloton qui va pouvoir disputer le sprint. Dans la dernière ligne droite, Pascal Ackermann lance son sprint et est débordé par Caleb Ewan qui s'impose devant Elia Viviani et Ackermann. Le maillot rose est conservé par Valerio Conti.

## Résultats

### Classement de l'étape
| \| Classement de l'étape \| Classement de l'étape \| Classement de l'étape \| Classement de l'étape \| Classement de l'étape \| \| Coureur \| Coureur \| Pays \| Équipe \| Temps \| \| --------------------- \| --------------------- \| --------------------- \| --------------------------- \| --------------------- \| \| 1er \| Caleb Ewan \| Australie \| Lotto-Soudal \| 5 h 43 min 32 s \| \| 2e \| Elia Viviani \| Italie \| Deceuninck-Quick Step \| + 0 s \| \| 3e \| Pascal Ackermann \| Allemagne \| Bora-Hansgrohe \| + 0 s \| \| 4e \| Fabio Sabatini \| Italie \| Deceuninck-Quick Step \| + 0 s \| \| 5e \| Manuel Belletti \| Italie \| Androni Giocattoli-Sidermec \| + 0 s \| \| 6e \| Arnaud Démare \| France \| Groupama-FDJ \| + 0 s \| \| 7e \| Davide Cimolai \| Italie \| Israel Cycling Academy \| + 0 s \| \| 8e \| Marco Canola \| Italie \| Nippo-Vini Fantini-Faizanè \| + 0 s \| \| 9e \| Giacomo Nizzolo \| Italie \| Dimension Data \| + 0 s \| \| 10e \| Rüdiger Selig \| Allemagne \| Bora-Hansgrohe \| + 0 s \| |                  |           |                             |                 |
| |                  |           |                             |                 |
| Source : ProCyclingStats |                  |           |                             |                 |
| Classement de l'étape |                  |           |                             |                 |
| Coureur | Coureur          | Pays      | Équipe                      | Temps           |
| 1er | Caleb Ewan       | Australie | Lotto-Soudal                | 5 h 43 min 32 s |
| 2e | Elia Viviani     | Italie    | Deceuninck-Quick Step       | + 0 s           |
| 3e | Pascal Ackermann | Allemagne | Bora-Hansgrohe              | + 0 s           |
| 4e | Fabio Sabatini   | Italie    | Deceuninck-Quick Step       | + 0 s           |
| 5e | Manuel Belletti  | Italie    | Androni Giocattoli-Sidermec | + 0 s           |
| 6e | Arnaud Démare    | France    | Groupama-FDJ                | + 0 s           |
| 7e | Davide Cimolai   | Italie    | Israel Cycling Academy      | + 0 s           |
| 8e | Marco Canola     | Italie    | Nippo-Vini Fantini-Faizanè  | + 0 s           |
| 9e | Giacomo Nizzolo  | Italie    | Dimension Data              | + 0 s           |
| 10e | Rüdiger Selig    | Allemagne | Bora-Hansgrohe              | + 0 s           |

## Classements à l'issue de l'étape

### Classement général
| \| Classement général \| Classement général \| Classement général \| Classement général \| Classement général \| \| Coureur \| Coureur \| Pays \| Équipe \| Temps \| \| ------------------ \| ------------------ \| ------------------ \| --------------------------- \| ------------------ \| \| 1er \| Valerio Conti \| Italie \| UAE Team Emirates \| 35 h 13 min 06 s \| \| 2e \| José Joaquín Rojas \| Espagne \| Movistar Team \| + 1 min 32 s \| \| 3e \| Giovanni Carboni \| Italie \| Bardiani CSF \| + 1 min 41 s \| \| 4e \| Nans Peters \| France \| AG2R La Mondiale \| + 2 min 09 s \| \| 5e \| Valentin Madouas \| France \| Groupama-FDJ \| + 2 min 17 s \| \| 6e \| Amaro Antunes \| Portugal \| CCC Team \| + 2 min 45 s \| \| 7e \| Fausto Masnada \| Italie \| Androni Giocattoli-Sidermec \| + 3 min 14 s \| \| 8e \| Pieter Serry \| Belgique \| Deceuninck-Quick Step \| + 3 min 25 s \| \| 9e \| Andrey Amador \| Costa Rica \| Movistar Team \| + 3 min 27 s \| \| 10e \| Sam Oomen \| Pays-Bas \| Team Sunweb \| + 4 min 57 s \| |                    |            |                             |                  |
| |                    |            |                             |                  |
| Source : ProCyclingStats |                    |            |                             |                  |
| Classement général |                    |            |                             |                  |
| Coureur | Coureur            | Pays       | Équipe                      | Temps            |
| 1er | Valerio Conti      | Italie     | UAE Team Emirates           | 35 h 13 min 06 s |
| 2e | José Joaquín Rojas | Espagne    | Movistar Team               | + 1 min 32 s     |
| 3e | Giovanni Carboni   | Italie     | Bardiani CSF                | + 1 min 41 s     |
| 4e | Nans Peters        | France     | AG2R La Mondiale            | + 2 min 09 s     |
| 5e | Valentin Madouas   | France     | Groupama-FDJ                | + 2 min 17 s     |
| 6e | Amaro Antunes      | Portugal   | CCC Team                    | + 2 min 45 s     |
| 7e | Fausto Masnada     | Italie     | Androni Giocattoli-Sidermec | + 3 min 14 s     |
| 8e | Pieter Serry       | Belgique   | Deceuninck-Quick Step       | + 3 min 25 s     |
| 9e | Andrey Amador      | Costa Rica | Movistar Team               | + 3 min 27 s     |
| 10e | Sam Oomen          | Pays-Bas   | Team Sunweb                 | + 4 min 57 s     |

| Classement par points | Classement par points | Classement par points | Classement par points       | Classement par points |
| Coureur               | Coureur               | Pays                  | Équipe                      | Points                |
| --------------------- | --------------------- | --------------------- | --------------------------- | --------------------- |
| 1er                   | Pascal Ackermann      | Allemagne             | Bora-Hansgrohe              | 150 pts               |
| 2e                    | Arnaud Démare         | France                | Groupama-FDJ                | 98 pts                |
| 3e                    | Caleb Ewan            | Australie             | Lotto-Soudal                | 91 pts                |
| 4e                    | Richard Carapaz       | Équateur              | Movistar Team               | 50 pts                |
| 5e                    | José Joaquín Rojas    | Espagne               | Movistar Team               | 32 pts                |
| 6e                    | Matteo Moschetti      | Italie                | Trek-Segafredo              | 32 pts                |
| 7e                    | Valerio Conti         | Italie                | UAE Team Emirates           | 29 pts                |
| 8e                    | Damiano Cima          | Italie                | Nippo-Vini Fantini-Faizanè  | 28 pts                |
| 9e                    | Primož Roglič         | Slovénie              | Team Jumbo-Visma            | 27 pts                |
| 10e                   | Marco Frapporti       | Italie                | Androni Giocattoli-Sidermec | 26 pts                |

| Classement par points | Classement par points | Classement par points | Classement par points       | Classement par points |
| Coureur               | Coureur               | Pays                  | Équipe                      | Points                |
| --------------------- | --------------------- | --------------------- | --------------------------- | --------------------- |
| 1er                   | Pascal Ackermann      | Allemagne             | Bora-Hansgrohe              | 150 pts               |
| 2e                    | Arnaud Démare         | France                | Groupama-FDJ                | 98 pts                |
| 3e                    | Caleb Ewan            | Australie             | Lotto-Soudal                | 91 pts                |
| 4e                    | Richard Carapaz       | Équateur              | Movistar Team               | 50 pts                |
| 5e                    | José Joaquín Rojas    | Espagne               | Movistar Team               | 32 pts                |
| 6e                    | Matteo Moschetti      | Italie                | Trek-Segafredo              | 32 pts                |
| 7e                    | Valerio Conti         | Italie                | UAE Team Emirates           | 29 pts                |
| 8e                    | Damiano Cima          | Italie                | Nippo-Vini Fantini-Faizanè  | 28 pts                |
| 9e                    | Primož Roglič         | Slovénie              | Team Jumbo-Visma            | 27 pts                |
| 10e                   | Marco Frapporti       | Italie                | Androni Giocattoli-Sidermec | 26 pts                |

| Classement de la montagne | Classement de la montagne | Classement de la montagne | Classement de la montagne   | Classement de la montagne |
| Coureur                   | Coureur                   | Pays                      | Équipe                      | Points                    |
| ------------------------- | ------------------------- | ------------------------- | --------------------------- | ------------------------- |
| 1er                       | Giulio Ciccone            | Italie                    | Trek-Segafredo              | 32 pts                    |
| 2e                        | Fausto Masnada            | Italie                    | Androni Giocattoli-Sidermec | 18 pts                    |
| 3e                        | Antonio Pedrero           | Espagne                   | Movistar Team               | 18 pts                    |
| 4e                        | Marco Frapporti           | Italie                    | Androni Giocattoli-Sidermec | 15 pts                    |
| 5e                        | Valerio Conti             | Italie                    | UAE Team Emirates           | 8 pts                     |
| 6e                        | Andrey Zeits              | Kazakhstan                | Astana                      | 8 pts                     |
| 7e                        | François Bidard           | France                    | AG2R La Mondiale            | 7 pts                     |
| 8e                        | Giovanni Carboni          | Italie                    | Bardiani CSF                | 6 pts                     |
| 9e                        | Lucas Hamilton            | Australie                 | Mitchelton-Scott            | 6 pts                     |
| 10e                       | Louis Vervaeke            | Belgique                  | Team Sunweb                 | 5 pts                     |

| Classement de la montagne | Classement de la montagne | Classement de la montagne | Classement de la montagne   | Classement de la montagne |
| Coureur                   | Coureur                   | Pays                      | Équipe                      | Points                    |
| ------------------------- | ------------------------- | ------------------------- | --------------------------- | ------------------------- |
| 1er                       | Giulio Ciccone            | Italie                    | Trek-Segafredo              | 32 pts                    |
| 2e                        | Fausto Masnada            | Italie                    | Androni Giocattoli-Sidermec | 18 pts                    |
| 3e                        | Antonio Pedrero           | Espagne                   | Movistar Team               | 18 pts                    |
| 4e                        | Marco Frapporti           | Italie                    | Androni Giocattoli-Sidermec | 15 pts                    |
| 5e                        | Valerio Conti             | Italie                    | UAE Team Emirates           | 8 pts                     |
| 6e                        | Andrey Zeits              | Kazakhstan                | Astana                      | 8 pts                     |
| 7e                        | François Bidard           | France                    | AG2R La Mondiale            | 7 pts                     |
| 8e                        | Giovanni Carboni          | Italie                    | Bardiani CSF                | 6 pts                     |
| 9e                        | Lucas Hamilton            | Australie                 | Mitchelton-Scott            | 6 pts                     |
| 10e                       | Louis Vervaeke            | Belgique                  | Team Sunweb                 | 5 pts                     |

| Classement du meilleur jeune | Classement du meilleur jeune | Classement du meilleur jeune | Classement du meilleur jeune | Classement du meilleur jeune |
| Coureur                      | Coureur                      | Pays                         | Équipe                       | Temps                        |
| ---------------------------- | ---------------------------- | ---------------------------- | ---------------------------- | ---------------------------- |
| 1er                          | Giovanni Carboni             | Italie                       | Bardiani CSF                 | 35 h 14 min 47 s             |
| 2e                           | Nans Peters                  | France                       | AG2R La Mondiale             | + 28 s                       |
| 3e                           | Valentin Madouas             | France                       | Groupama-FDJ                 | + 36 s                       |
| 4e                           | Sam Oomen                    | Pays-Bas                     | Team Sunweb                  | + 3 min 16 s                 |
| 5e                           | Miguel Ángel López           | Colombie                     | Astana                       | + 4 min 27 s                 |
| 6e                           | Hugh Carthy                  | Royaume-Uni                  | EF Education First           | + 4 min 59 s                 |
| 7e                           | Pavel Sivakov                | Russie                       | Team Ineos                   | + 5 min 07 s                 |
| 8e                           | Tao Geoghegan Hart           | Royaume-Uni                  | Team Ineos                   | + 6 min 02 s                 |
| 9e                           | Ben O'Connor                 | Australie                    | Dimension Data               | + 6 min 42 s                 |
| 10e                          | Andrea Vendrame              | Italie                       | Androni Giocattoli-Sidermec  | + 10 min 59 s                |

| Classement du meilleur jeune | Classement du meilleur jeune | Classement du meilleur jeune | Classement du meilleur jeune | Classement du meilleur jeune |
| Coureur                      | Coureur                      | Pays                         | Équipe                       | Temps                        |
| ---------------------------- | ---------------------------- | ---------------------------- | ---------------------------- | ---------------------------- |
| 1er                          | Giovanni Carboni             | Italie                       | Bardiani CSF                 | 35 h 14 min 47 s             |
| 2e                           | Nans Peters                  | France                       | AG2R La Mondiale             | + 28 s                       |
| 3e                           | Valentin Madouas             | France                       | Groupama-FDJ                 | + 36 s                       |
| 4e                           | Sam Oomen                    | Pays-Bas                     | Team Sunweb                  | + 3 min 16 s                 |
| 5e                           | Miguel Ángel López           | Colombie                     | Astana                       | + 4 min 27 s                 |
| 6e                           | Hugh Carthy                  | Royaume-Uni                  | EF Education First           | + 4 min 59 s                 |
| 7e                           | Pavel Sivakov                | Russie                       | Team Ineos                   | + 5 min 07 s                 |
| 8e                           | Tao Geoghegan Hart           | Royaume-Uni                  | Team Ineos                   | + 6 min 02 s                 |
| 9e                           | Ben O'Connor                 | Australie                    | Dimension Data               | + 6 min 42 s                 |
| 10e                          | Andrea Vendrame              | Italie                       | Androni Giocattoli-Sidermec  | + 10 min 59 s                |

| Classement par équipes | Classement par équipes      | Classement par équipes | Classement par équipes |
| Équipe                 | Équipe                      | Pays                   | Temps                  |
| ---------------------- | --------------------------- | ---------------------- | ---------------------- |
| 1re                    | Movistar Team               | Espagne                | 105 h 47 min 30 s      |
| 2e                     | Deceuninck-Quick Step       | Belgique               | + 5 min 55 s           |
| 3e                     | Androni Giocattoli-Sidermec | Italie                 | + 6 min 29 s           |
| 4e                     | AG2R La Mondiale            | France                 | + 6 min 43 s           |
| 5e                     | Mitchelton-Scott            | Australie              | + 10 min 25 s          |
| 6e                     | Astana                      | Kazakhstan             | + 10 min 34 s          |
| 7e                     | UAE Team Emirates           | Émirats arabes unis    | + 11 min 43 s          |
| 8e                     | Bora-hansgrohe              | Allemagne              | + 12 min 27 s          |
| 9e                     | EF Education First          | États-Unis             | + 12 min 27 s          |
| 10e                    | Ineos                       | Royaume-Uni            | + 15 min 46 s          |

| Classement par équipes | Classement par équipes      | Classement par équipes | Classement par équipes |
| Équipe                 | Équipe                      | Pays                   | Temps                  |
| ---------------------- | --------------------------- | ---------------------- | ---------------------- |
| 1re                    | Movistar Team               | Espagne                | 105 h 47 min 30 s      |
| 2e                     | Deceuninck-Quick Step       | Belgique               | + 5 min 55 s           |
| 3e                     | Androni Giocattoli-Sidermec | Italie                 | + 6 min 29 s           |
| 4e                     | AG2R La Mondiale            | France                 | + 6 min 43 s           |
| 5e                     | Mitchelton-Scott            | Australie              | + 10 min 25 s          |
| 6e                     | Astana                      | Kazakhstan             | + 10 min 34 s          |
| 7e                     | UAE Team Emirates           | Émirats arabes unis    | + 11 min 43 s          |
| 8e                     | Bora-hansgrohe              | Allemagne              | + 12 min 27 s          |
| 9e                     | EF Education First          | États-Unis             | + 12 min 27 s          |
| 10e                    | Ineos                       | Royaume-Uni            | + 15 min 46 s          |

## Abandons
- Aucun